# Miếu Khổng Tử Cao Hùng
Miếu Khổng Tử Cao Hùng (tiếng Trung: 高雄孔子廟; bính âm: Gāoxióng Kǒngzǐ Miào) là miếu thờ Khổng Tử gần hồ Liên Trì, Tả Doanh, thành phố Cao Hùng Đài Loan. Với diện tích 167 mét vuông (1.800 foot vuông), đây là phức hợp Khổng miếu lớn nhất Đài Loan.

## Lịch sử
Ngôi đền ban đầu được xây dựng vào năm 1684, dưới triều đại của Hoàng đế Khang Hy. Tuy nhiên, trong thời kỳ thuộc địa Nhật Bản, ngôi đền rơi vào tình trạng hoang phế và hư hỏng. Chỉ có ngôi đền Chongsheng vẫn còn nguyên vẹn; nó có thể được nhìn thấy ở phía tây của trường tiểu học Cổ Thành.
Một ngôi đền mới được xây dựng vào năm 1976, hiện ở góc phía tây bắc của hồ Liên Trì. Thiết kế mới dựa trên kiến trúc thời nhà Tống, cũng như thiết kế của Khổng miếu, Khúc Phụ.